# Bulbophyllum pantoblepharon
Bulbophyllum pantoblepharon är en orkidéart som beskrevs av Rudolf Schlechter. Bulbophyllum pantoblepharon ingår i släktet Bulbophyllum och familjen orkidéer.
Artens utbredningsområde är Madagaskar.

## Underarter
Arten delas in i följande underarter:
- B. p. pantoblepharon
- B. p. vestitum